# الدقلة (عفرين)
الدقلة قرية سوريّة تتبع إداريّاً لمحافظة حلب منطقة عفرين ناحية معبطلي، بلغ تعداد سكانها 129 نسمة حسب التعداد السكاني لعام 2004.